# Circondario di Gütersloh
Il circondario di Gütersloh (in tedesco Kreis Güterloh) è uno dei circondari del Land tedesco della Renania Settentrionale-Vestfalia.

## Geografia fisica
È situato nel nord-est di questo stato e confina a nord con il circondario di Osnabrück (Bassa Sassonia) e con il circondario di Herford, ad est alla città extracircondariale di Bielefeld e con il circondario della Lippe, a sudest con il circondario di Paderborn, a sud con il circondario di Soest e ad ovest con il circondario di Warendorf.

## Storia
Questo circondario venne creato nel 1973 dall'unione dei precedenti circondari di Halle e Wiedenbrück. In tale occasione, anche alcuni dei circondari confinanti cedettero una parte del loro territorio al circondario appena formatosi.
La parte orientale del circondario è coperta dalla famosa Foresta di Teutoburgo, sede di una cruenta battaglia nel 9 d.C. tra l'esercito romano e alcune tribù germaniche.

## Suddivisione
Fanno parte del circondario 13 comuni di cui dieci hanno il titolo di città (Stadt). Una delle dieci città è classificata come grande città di circondario (Große kreisangehörige Stadt) e cinque sono media città di circondario (Mittlere kreisangehörige Stadt).
(Abitanti al 31 dicembre 2021)
| Città: 1. Borgholzhausen (9 001) 2. Gütersloh, Grande città di circondario (101 158) 3. Halle (21 574) 4. Harsewinkel, Media città di circondario (25 575) 5. Rheda-Wiedenbrück, Media città di circondario (48 714) 6. Rietberg, Media città di circondario (29 564) 7. Schloß Holte-Stukenbrock, Media città di circondario (27 120) 8. Verl, Media città di circondario (25 177) 9. Versmold (21 829) 10. Werther (11 108) | Comuni: 1. Herzebrock-Clarholz (16 184) 2. Langenberg (8 695) 3. Steinhagen (20 405) |